# Butyrivibrio fibrisolvens
Butyrivibrio fibrisolvens è una specie di batterio appartenente alla famiglia delle Lachnospiraceae.